# David Kasumu
David Ayomide Kolade Kasumu (Lambeth, 5 ottobre 1999) è un calciatore inglese, centrocampista dell'Huddersfield Town.

## Carriera
Kasumu è cresciuto nel settore giovanile del MK Dons, dove ha iniziato a giocare nel 2013 all'età di 14 anni. Il 9 agosto 2016 ha debuttato in prima squadra nell'incontro di EFL Cup vinto 3-2 contro il Newport County ed il 26 dicembre 2017 ha firmato il suo primo contratto professionistico.
A partire dalla stagione 2019-2020 è stato promosso definitivamente in prima squadra ed il 13 agosto ha realizzato il suo primo gol nell'incontro di EFL Cup vinto ai rigori contro l'AFC Wimbledon.
Il 6 luglio 2022 è stato acquistato a titolo definitivo dall'Huddersfield Town.

## Statistiche

### Presenze e reti nei club
Statistiche aggiornate al 14 febbraio 2024.
| Stagione        | Squadra           | Campionato      | Campionato | Campionato | Coppe nazionali | Coppe nazionali | Coppe nazionali | Coppe continentali | Coppe continentali | Coppe continentali | Altre coppe | Altre coppe | Altre coppe | Totale | Totale | Totale |
| Stagione        | Squadra           | Comp            | Pres       | Reti       | Comp            | Pres            | Reti            | Comp               | Pres               | Reti               | Comp        | Pres        | Reti        | Pres   | Reti   |        |
| --------------- | ----------------- | --------------- | ---------- | ---------- | --------------- | --------------- | --------------- | ------------------ | ------------------ | ------------------ | ----------- | ----------- | ----------- | ------ | ------ | ------ |
| 2016-2017       | MK Dons           | FL1             | 0          | 0          | FACup+CdL       | 0+1             | 0               |                    | -                  | -                  | FLT         | 0           | 0           | 1      | 0      |        |
| 2017-2018       | MK Dons           | FL1             | 1          | 0          | FACup+CdL       | 0               | 0               |                    | -                  | -                  | FLT         | 1           | 0           | 2      | 0      |        |
| 2018-2019       | MK Dons           | FL2             | 0          | 0          | FACup+CdL       | 0+1             | 0               |                    | -                  | -                  | FLT         | 2           | 0           | 3      | 0      |        |
| 2019-2020       | MK Dons           | FL1             | 21         | 1          | FACup+CdL       | 1+3             | 0+1             |                    | -                  | -                  | FLT         | 4           | 0           | 29     | 2      |        |
| 2020-2021       | MK Dons           | FL1             | 24         | 0          | FACup+CdL       | 1+1             | 0               |                    | -                  | -                  | FLT         | 4           | 0           | 30     | 0      |        |
| 2021-2022       | MK Dons           | FL1             | 24         | 0          | FACup+CdL       | 1+1             | 0               |                    | -                  | -                  | FLT         | 2           | 0           | 28     | 0      |        |
| 2022-2023       | Huddersfield Town | FLC             | 33         | 0          | FACup+CdL       | 1+0             | 0               |                    | -                  | -                  |             | -           | -           | 34     | 0      |        |
| 2023-2024       | Huddersfield Town | FLC             | 17         | 1          | FACup+CdL       | 0               | 0               |                    | -                  | -                  |             | -           | -           | 17     | 1      |        |
| Totale carriera | Totale carriera   | Totale carriera | 120        | 1          |                 | 13              | 1               |                    | -                  | -                  |             | 13          | 1           | 146    | 2      |        |